# Люхов-Данненберг (район)
Люхов-Данненберг (нем. Lüchow-Dannenberg) — район в Германии. Центр района — город Люхов. Район входит в землю Нижняя Саксония. Занимает площадь 1220,46 км². Население — 51 352 чел. Плотность населения — 42,1 человека/км².
Официальный код района — 03 3 54.
До середины XVIII века на этой территории сохранялся полабский язык.
Район подразделяется на 3 общины.

## Города и общины
Свободные от управления общин
Управление Эльбталауэ
1. Дамнац (16 25)
2. Данненберг (76 31)
3. Гёрде (40 53)
4. Гусборн (48 30)
5. Хитцаккер (58 44)
6. Ямельн (35 83)
7. Карвиц (31 65)
8. Лангендорф (40 87)
9. Ной-Дархау (22 62)
10. Цернин (51 54)

Управление Гартов
1. Гартов (28 28)
2. Горлебен (21 26)
3. Хёбек (19 40)
4. Прецелле (41 51)
5. Шнаккенбург (23 70)

Управление Люхов (Вендланд)
1. Берген-на-Думме (25 48)
2. Кленце (71 77)
3. Кюстен (41 27)
4. Лемгов (64 34)
5. Луккау (22 18)
6. Люббов (19 52)
7. Люхов (89 07)
8. Шнега (53 95)
9. Требель (66 70)
10. Ваддевайц (48 80)
11. Вольтерсдорф (27 97)
12. Вустров (30 00)